# Oriolus melanotis
Papa-figos-de-faces-escuras ou papa-figos-de-timor (Oriolus melanotis) é uma espécie de ave da família Oriolidae.
Pode ser encontrada nos seguintes países: Indonésia e Timor-Leste.
Os seus habitats naturais são: florestas secas tropicais ou subtropicais e florestas de mangal tropicais ou subtropicais.